# فورت سنکا (اوهایو)
فورت سنکا (به انگلیسی: Fort Seneca) یک منطقهٔ مسکونی در ایالات متحده آمریکا است که در شهرستان سنکا، اوهایو واقع شده‌است. فورت سنکا ۲۱۳ متر بالاتر از سطح دریا واقع شده‌است.